# Hidalgo agonaria
Hidalgo agonaria là một loài bướm đêm trong họ Geometridae.